# Willem Benson

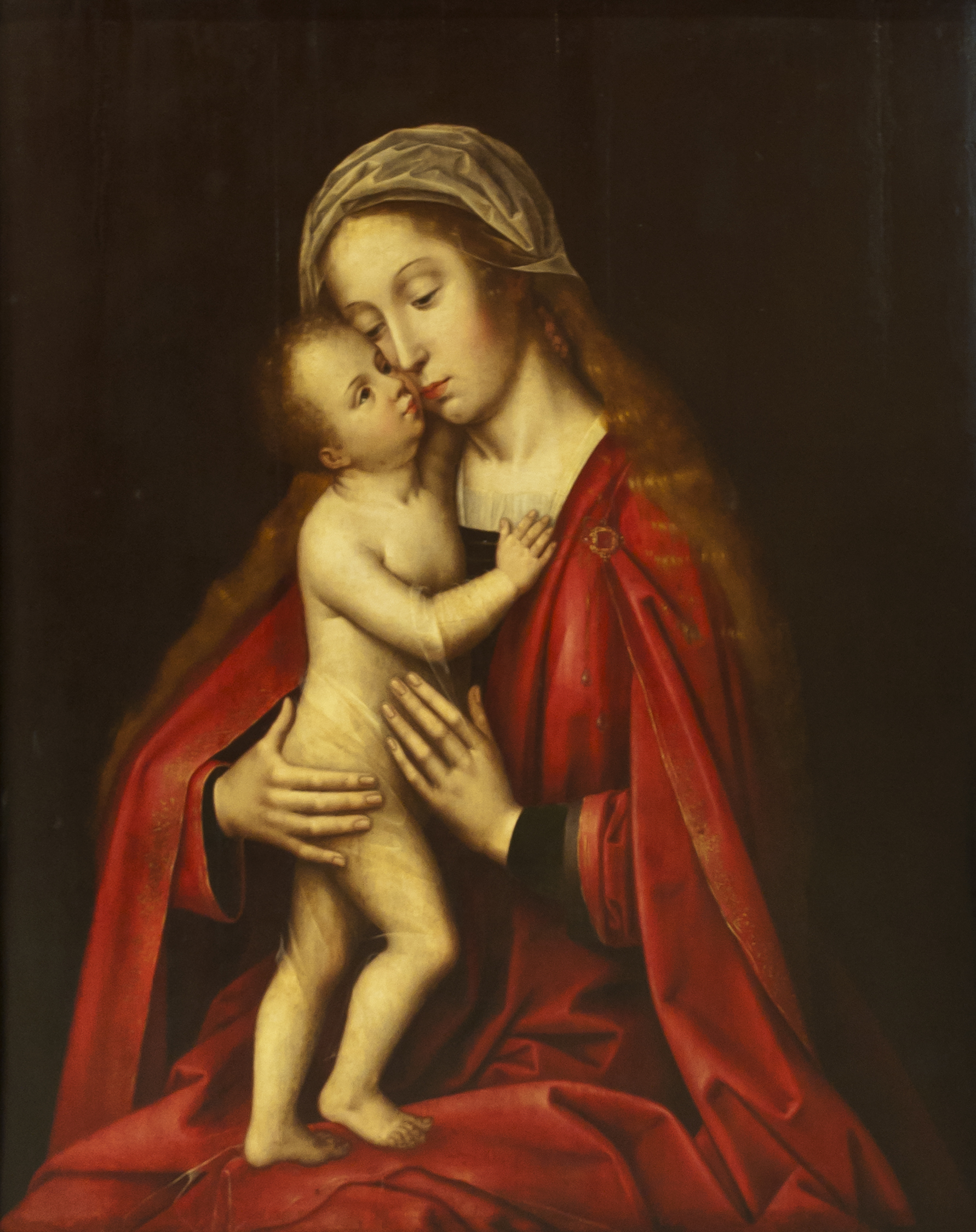
Maagd met kind (1550) bewaard in Sevilla

Willem Benson (Brugge, 1521 - Middelburg, 1574) was een Vlaamse kunstschilder. 

## Biografie
Hij was de oudste zoon van Ambrosius Benson, eveneens een kunstschilder, bij wie hij in de leer was. Hij trouwde in 1544 met Johanna van Bambeke. Ze bezaten een huis in de Vlamingstraat te Brugge. Na haar overlijden (in 1565), hertrouwde hij. Namen van twee dochters zijn bekend: Anna (die op kinderleeftijd stierf) en Clara.
De schilder Willem Benson kampte dikwijls met financiële problemen en werd meerdere malen veroordeeld wegens schulden. Hij werd uiteindelijk verbannen uit het graafschap Vlaanderen en kwam in Middelburg in Zeeland terecht waar hij in 1574 overleed.
Er wordt een doek van hem bewaard in Museo de Bellas Artes in de Spaanse stad Sevilla. Zijn vader had een groot atelier en verkocht schilderijen in Spanje. Mogelijk kwamen werken van zijn zoon zo ook daar terecht.
Willem Benson heeft ook schilderijen vervaardigd voor de broederschap H. Barbara in de Sint-Salvatorskerk in Brugge (een schilderij van Sint-Barbara), en voor de parochiekerk in Varsenare (een schilderij van de Heilige Mauritius). 
- Biografisch Portaal: 68421252
- RKD-Nederlands Instituut voor Kunstgeschiedenis: 6632
- Union List of Artist Names: 500076272
- Virtual International Authority File: 96221349